# 러시아 배구 국가대표팀
러시아 배구 국가대표팀(러시아어: Сборная России по волейболу)은 러시아를 대표하여 국가대항전에 참가하는 배구 국가대표팀으로 러시아 배구 연맹에 의해 운영된다.